# Atropa
Genre
Atropa est un genre de plantes à fleurs de la famille des Solanaceae, qui comprend une douzaine d'espèces des régions tempérées et tropicales de l'Ancien Monde. La plus connue est la Belladone (Atropa belladonna). 
Le nom du genre dérive de celui d'une des trois Parques (ατροπος, Atropos, inflexible), celle qui coupait le fil de la vie.
Ces plantes contiennent des substances toxiques, actives sur le plan pharmacologique, dont l'atropine, la scopolamine et l'hyoscyamine, qui sont des alcaloïdes tropaniques. 
Dans certaines classifications anciennes, la mandragore (Mandragora officinarum) était rattachée au genre Atropa sous le nom d'Atropa mandragora.

## Liste d'espèces

### SelonCatalogue of Life(24 mai 2025)[1]
- Atropa acuminata Royle ex Lindl.
- Atropa baetica Willk.
- Atropa belladonna L.
- Atropa komarovii Blin. & Shalyt
- Atropa pallidiflora Schönb.-Tem.
- Atropa × martiana Font Quer

### SelonITIS(23 juin 2013)[2]
- Atropa bella-donna L.